# Закључивање
Закључивање је облик мишљења у коме се доводе у везу судови тако да се из једног или више претходних судова изведе један нови суд. Нови изведени суд се назива закључак и то је један од основних мисаоних облика. Поред закључка, у основне мисаоне облике (логичке форме) се убрајају појам и суд. Међутим, појмови и судови јесу елементи мишљења, али произвољно низање појмова или судова се не може назвати логичким мишљењем. Логички исправно мишљење претпоставља повезивање судова, и то такво повезивање које води извесном новом сазнању, односно извесној новој тврдњи која проистиче из оног што се тврдило у почетку.
Појмови и судови су саставни елементи закључивања. Судови од којих се у закључивању полази и који служе као разлози зову се премисама. Резултат закључивања је закључак.
Примери закључивања:
- Вуна је рђав проводник топлоте. Према томе, зими треба носити вунену одећу.
- Ученици треће године су марљиви. Ученик НН је ученик треће године. Према томе, ученик НН је марљив.

Каткад до закључка се може доћи непосредно из једне једине премисе, као у првом наведеном примеру, и такво закључивање се назива директно или непосредно. Друга основна група закључивања је индиректно или посредно закључивање где су потребне бар две премисе да би се једни појмови повезали с другим, посредством трећих који у закључку ишчезавају. У другом примеру, појам који је ишчезао је „ученици/ученик треће године“, јер се појављује у премисама, али не и самом закључку.

## Непосредно закључивање
Под непосредним закључивањем се могу подразумевати две врло различите ствари:
- закључивање које се обавља путем интуиције и
- закључивање које се обавља логичким путем у складу са извесним правилима.

### Интуиција
Логика се не може бавити првом врстом закључивања, закључивања путем интуиције. Интуитивно размишљање је умногоме алогично, јер нема логичке основе, а углавном се не обавља уз контролу логичких правила и принципа. Већина премиса се подразумева, нису јасно формулисане, а сукцесивне мисаоне операције нису јасно рашчлањене, посебно у сложенијим проблемима. Па ипак, интуиција има велику улогу у свакодневном животу или у процесу научног истраживања. На пример, способни математичар је понекад у стању да одмах сагледа решење неког проблема, без писмене поставке проблема. Такође, уколико се особа нађе у новој средини, захваљујући интуицији, углавном може одмах спознати какав је однос других људи према њој. Према томе, код ове врсте закључивања се прескачу многи кораци и фазе кроз које треба проћи у строго контролисаном резоновању. Тиме се добија на брзини и то је његова велика предност.
С друге стране, интуитивно сазнање је увек до извесне мере проблематично и мора се проверавати логичким размишљањем. Чак врло често има малу или никакву сазнајну вредност јер није засновано на претходном искуству, већ је вођено сопственим жељама, интересима, потребама или темпераментом.
Логика се може бавити једино непосредним закључивањем друге врсте, јер се само код њега може имати јасан преглед операција и односа судова. Основна разлика у посредном и непосредном закључивању је у броју премиса. У посредном закључивању има већи број премиса, самим тим и појмова, а поједини од њих се не појављују у закључку, већ је њихова улога била посредна, да повеже два суда које воде извесном новом сазнању. За разлику од њега, у закључку насталом непосредним закључивањем се појављују сви појмови као и у премиси, само што им се углавном мења формулација, квалитет споне, обим, или распоред.

### Закључивање по опозицији
Непосредно закључивање по опозицији се врши искључиво са предикативним судовима и може довести до промене квалитета или квантитета суда, односно ступња општости или до тога да тврдња може постати негирање или обратно. Постоје:
- универзално-афирмативни судови, на пример Сви људи су добри.
- партикуларно-афирмативни, на пример Неки људи су добри.
- универзално-негативни, на пример Ниједан човек није добар.
- партикуларно-негативни, на пример Неки људи нису добри.

Логички односи међу тим судовима могу бити:
1. супротност (контрарност), нпр. 1 и 3
2. противречност (контрадикторност), нпр. 1 и 4
3. поређење (суб-алтернација) 1 и 2
4. подсупротност (суб-контрарност) 2 и 4

Односи међу предикативним судовима се могу визуелно приказати помоћу логичког квадрата.

## Посредно закључивање
Посредно закључивање је закључивање код којег се у премисама појављују један или више појмова који имају сврху да повежу појмове који се налазе у закључку. Постоји три основне категорије посредног закључивања: закључивање по аналогији, закључивање по индукцији и закључивање по дедукцији.
Основна разлика између ова три закључивања је у посредничкој улози, у почетној основи, као и у проблематичној вредности. Ове основне разлике приказане су следећом табелом:
| Разлике                | Аналогија               | Индукција             | Дедукција             |
| ---------------------- | ----------------------- | --------------------- | --------------------- |
| Посредничка улога      | Скуп својстава          | Скуп предмета         |                       |
| Почетна основа         | Један предмет           | Више предмета         |                       |
| Проблематичка вредност | Постоји                 | Постоји               | Не постоји            |
| Логички ход            | Од посебног ка посебном | Од посебног ка општем | Од општег ка посебном |